# 関連付け
関連付け（かんれんづけ）とは1対1の対応を取ることを指すコンピュータ用語。リンク(link）、紐付け（ひもづけ）とも呼ばれる。

## 対応付け
IDと個人を対応付ける、データに通し番号をつけるなど、ものと記号を対応付けること。代表的な例は以下の拡張子と実行ファイルとの関連付け。

## オペレーティングシステムの機能
オペレーティングシステムにおける関連付けとはファイルタイプとそれを開くアプリケーションの対応を取ることをさす。Windowsでは拡張子で、ウェブブラウザではMIMEタイプに基づいてファイルタイプを識別する。Mac OSではMacBinaryでファイルタイプを識別していた。
関連付けによってファイルを開くときにどのソフトで開くのかを逐一選択する必要がなくなることが利点である。
拡張子は同時にセキュリティの問題も生ずる。簡単に言えば異なる拡張子に見えてしまうことであるが、見分けがつきづらいので注意が必要である。拡張子#拡張子が引き起こすセキュリティ上の問題を参照。